# Lasy Chylońskie

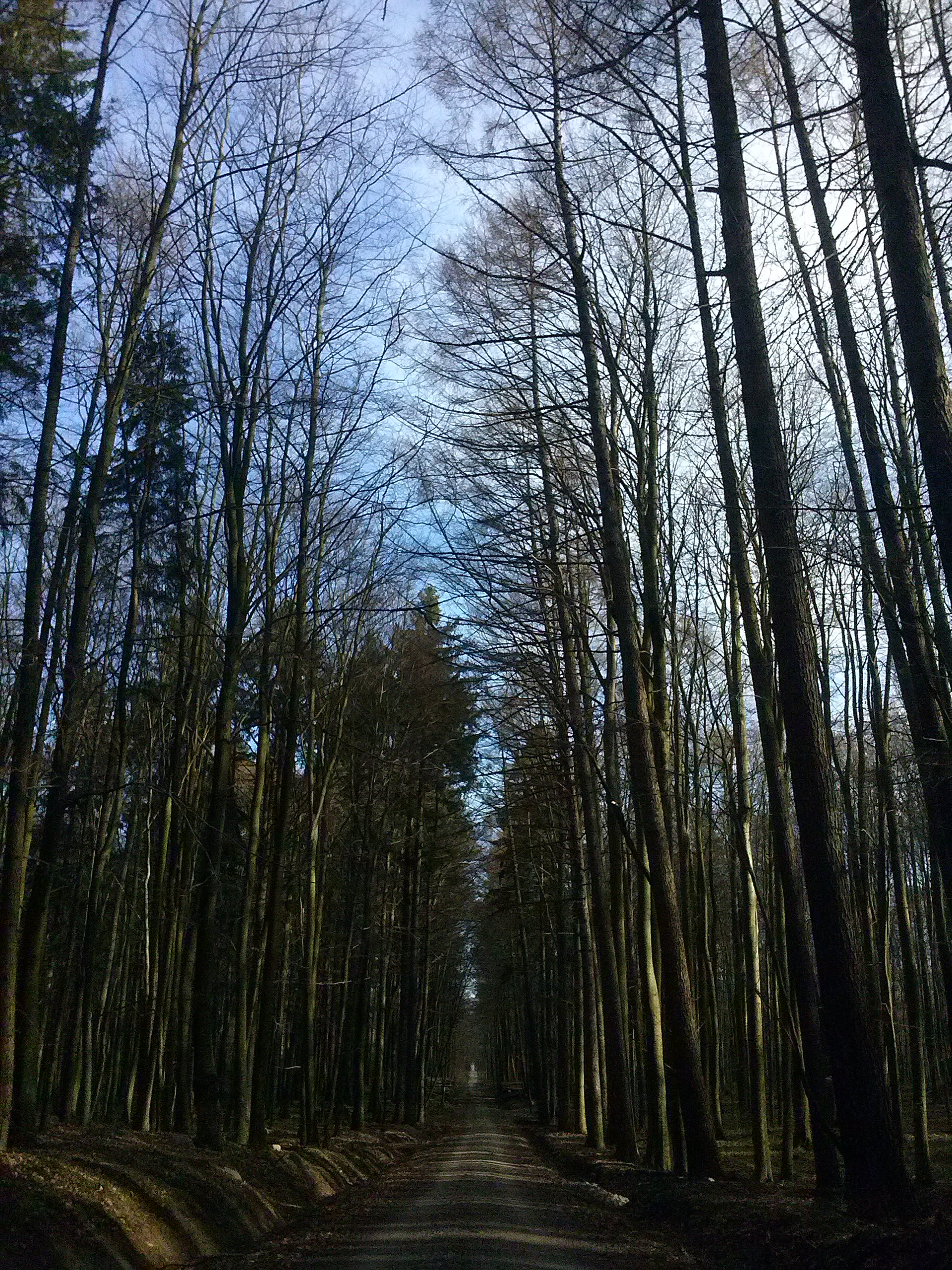
Droga z Chyloni do Witomina w Lasach Chylońskich

Lasy Chylońskie (kaszub. Chëléńsczé Lasë, niem. Försterei Kielau) – kompleks leśny o pow. 4400 ha znajdujący się wewnątrz miasta Gdyni. Położony jest w północnej części Trójmiejskiego Parku Krajobrazowego, a zarazem jest częścią leśnego kompleksu promocyjnego Lasy Oliwsko-Darżlubskie. Terminem tym określa się w dużej mierze lasy należące do 1973 r. do Nadleśnictwa Chylonia. Zadrzewienie terenu przekracza 95% całości. Lasy zarządzane są przez Leśnictwo Cisowa, podległe Nadleśnictwu Gdańsk.

## Historia
Lasy Chylońskie od 1188 aż do I rozbioru Polski (1772) należały do klasztoru cystersów oliwskich. Pod zaborami zostały upaństwowione i wchodziły w skład Królewskiego Nadleśnictwa Chylonia (niem. Königliche Oberforstrei Kielau) z leśnictwami Zwierzyniec (niem. forsterei Jägerhof) i Marszewo (niem. f. Marschau). Ten stan rzeczy utrzymał się do końca wieku XIX. W 1919 r. Nadleśnictwo Chylonia włączone zostało do granic II Rzeczypospolitej. Częściowo położone było w gminie wiejskiej Chylonia. Chylonia była wówczas znaczącą wsią, a jej wpływy na nazewnictwo terenów rozciągały się od tzw. Chylońskich Pustek na południowym wschodzie, przez Witomino, Chylońskie Działki Leśne (dziś Działki Leśne) na zachodzie, aż za Chylońskie Łąki na północy. W roku 1930 tereny włączono do miasta Gdyni. W 1973 roku do nadleśnictwa Oliwa włączono lasy po byłym nadleśnictwie Chylonia, a w 1975 roku Obecnie Lasy Chylońskie podlegają Nadleśnictwu Gdańsk z siedzibą w Gdyni.

## Położenie

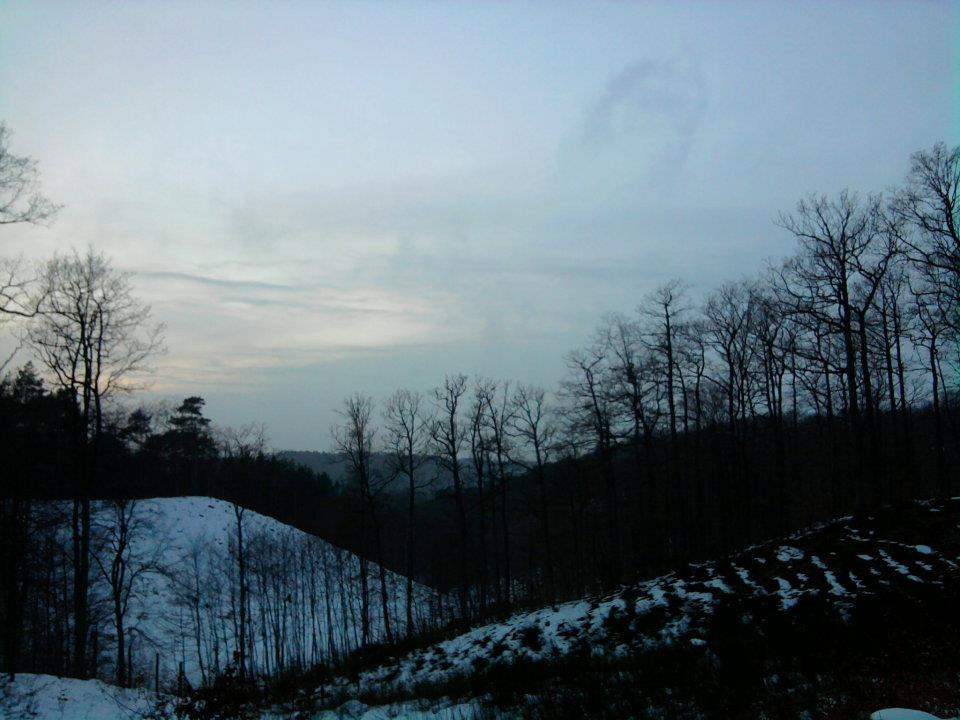
Wzgórza Lasów Chylońskich zimą

Malowniczy teren kompleksu leśnego znajduje się na krawędzi wysoczyzny, moreny ukształtowanej przez topniejące wody lądolodu sprzed 13-15 tys. lat. Charakterystyczna dla tego terenu jest duża różnica pomiędzy wylotami dolin graniczącymi z terenem zabudowanym (30 m n.p.m.), a maksymalną wysokością wzniesień (140 m n.p.m.). W efekcie powstał dość zróżnicowany teren o bogatej mozaice mikroklimatu, co decyduje nie tylko o widocznej malowniczości tego terenu, ale również o znacznej zmienności przestrzennej zbiorowisk leśnych. Położenie Lasów Chylońskich po zachodniej stronie Śródmieścia Gdyni, przy przewadze wiatrów zachodnich, korzystnie wpływa na czystość środowiska naturalnego. Nawet w bliskim sąsiedztwie miasta występują rośliny znane z dużych wymagań pod względem czystości środowiska.
Kompleks znajduje się w granicach administracyjnych gdyńskich dzielnic: Chylonia, Chwarzno-Wiczlino, Działki Leśne, Grabówek, Leszczynki, Pustki Cisowskie – Demptowo, Witomino-Radiostacja.
Przez tereny leśne biegną dwie ważne arterie komunikacyjne Gdyni: Trasa Kwiatkowskiego i Obwodnica Trójmiasta. Istnieją również drogi śródleśne dozwolone dla ruchu rowerowego. Lasy poprzecinane są siecią szlaków pieszych i rowerowych. Są to: Szlak rowerowy niebieski Gdańsk-Gdynia, Szlak pieszy żółty „Trójmiejski” oraz miejskie ścieżki rowerowe o nr-ach: 5, 6, 7 i 17.

## Miejsca warte uwagi

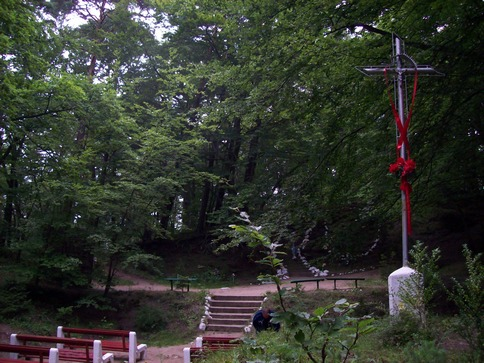
Ławki na masywie Świętej Góry.

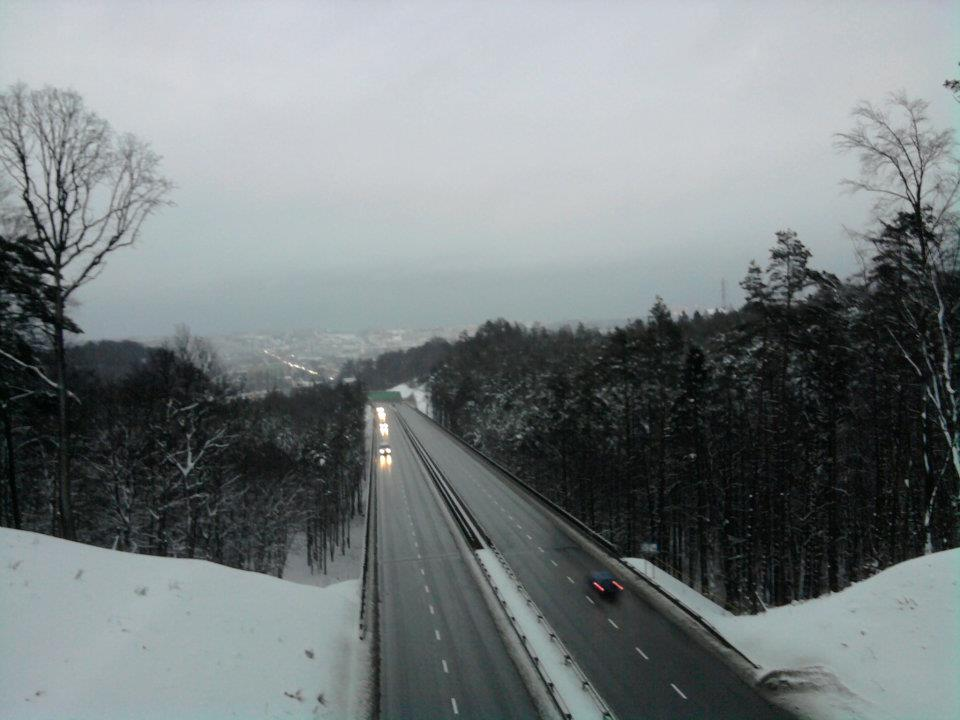
Widok z kładki nad Trasą im. Kwiatkowskiego zimą

Na terenie kompleksu znajduje się wiele obiektów i miejsc o interesującej historii, czy wyglądzie, a także duża liczba naturalnych punktów widokowych. W tym:
- Święta Góra, na której szczycie znajdują się dwie, kamienne kapliczki – jedna z figurą św. Mikołaja, a druga (wyróżniona, prowadzą do niej betonowe stopnie) z figurą Maryi. Do roku 1845 nieopodal stała kaplica z figurą św. Mikołaja. Kaplica obsunęła się jednak ze szczytu podczas wielkiej wichury, która miała wtedy miejsce.
- Pomnik Leśniczych – położony przy miejskim szlaku rowerowym nr 17 kamienny pomnik okolony ławkami. Poświęcony „pamięci Strażników Przyrody Ojczystej, pomordowanym w latach 1939–1945”. Pomnik postawiła Liga Ochrony Przyrody w 1979 roku, z inicjatywy emerytowanego leśniczego, Edmunda Nowakowskiego.
- Ogród Botaniczny „Marszewo” – mieści się przy ul. Marszewskiej w granicach dzielnicy Pustki Cisowskie-Demptowo. W swej hodowli posiada kilkaset gatunków drzew, krzewów i roślin zielnych.
- Leśna ścieżka dydaktyczna „Lasy Chylońskie” – Zorganizowana ścieżka stworzona przez Nadleśnictwo Gdańsk z siedzibą w Gdyni z przeznaczeniem dla uczniów szkół podstawowych. Zbudowano 8 przystanków pokazujących ochronę lasu przed zwierzyną, interesujące drzewa w lesie, czy naturalne odnowienie lasu. Po drodze punkt widokowy, drewniane schody wśród lasów mieszanych. Na końcu ścieżki w Marszewie jest możliwość odpoczynku – zbudowana jest wiata, stoły, ławki, sanitariaty, ujęcie wody pitnej, miejsce na ognisko.
- Cmentarz parafii św. Mikołaja – cmentarz zlokalizowany przy ul. Pelplińskiej w Leszczynkach.
- „Złote Piaski” (niem. Bleich Berg) – osuwisko, częściowo sztucznie podtrzymywane wbitymi w piasek drewnianymi palami. Znajduje się przy ul. Swarzewskiej i to właśnie na nią z tego miejsca rozciąga się widok.
- Kładka pieszo-rowerowa nad Trasą Kwiatkowskiego – obiekt o ciekawej konstrukcji, opartej na łuku żelbetowym, z którego rozciąga się widok na port gdyński, Trasę im. Kwiatkowskiego i tereny zabudowane.

Na terenie kompleksu znajdują się dwie jednostki wojskowe – na Demptowie i na Grabówku: Pierwsza czynna, druga zlikwidowana.

## Fauna i flora
W Lasach Chylońskich, jak w przeważającej większości terenów TPK, przeważają lasy bukowe oraz lasy i bory mieszane z dużym udziałem buka. Stoki wyniesień i obniżenia zajmują żyzne oraz ubogie i kwaśne buczyny niżowe. Wierzchołki pagórków, o niezbyt żyznych glebach, porasta najczęściej las bukowo-dębowy. Dna suchych dolin oraz dolne partie zboczy, a także wyższe terasy nad strumieniami są siedliskami gradów. Prowadzone od wieków użytkowanie lasów sprawiło, że dość dużej powierzchni zniekształceniu uległ naturalny stan zbiorowisk leśnych. Niemniejzdołały zachować się tu jeszcze liczne, naturalne ich fragmenty. Są to lasy naturalne, zróżnicowane wiekowo, z mniejszym jednakże udziałem drzew starszych. Powodem jest wyższa w ostatnich latach intensywność eksploatacji lasu w porównaniu z innymi obszarami leśnymi. Przez kompleks leśny przepływa rzeka Chylonka, która ma tutaj również swoje źródło.
Zróżnicowanie terenu i korzystne warunki wpłynęły na obfitość występowania chronionych gatunków. Znalazło tu swoje siedlisko wiele gatunków flory i fauny, w tym gatunki podgórsko – górskie. 35 gatunków roślin w tym: kosaciec syberyjski, pełnik europejski, podkolan zielonawy, tojad dzióbaty, wiciokrzew pomorski, manna gajowa, nasięźrzał pospolity, wielosił błękitny, paprotnica krucha, podrzeń żebrowiec, przetacznik górski, tojeść bukietowa, widłak wroniec, wiechlina odległokosa, Zawilec, żebrowiec górski.
O znacznej czystości powietrza świadczyć może obfite występowanie porostów, które odznaczają się wysoką wrażliwością na dwutlenek siarki.
Do fauny Lasów Chylońskich należy przede wszystkim: dzik, sarna, jeleń, wiewiórka, lis, dzięcioł zielony, Kawka zwyczajna, kos, Gil i sporadycznie zając szarak, królik, trzmielojad. W górnym biegu Chylonki występują bezkręgowce takie jak kiełże wymagające czystej i chłodnej wody.

### Ochrona przyrody
Lasy Chylońskie umownie graniczą z Rezerwatem przyrody Cisowa.
Na terenie kompleksu ustanowionych zostało 5 pomników przyrody.